# Edificio Ambrosio de los Heros 14
El edificio situado en Ambrosio de los Heros n.º 14 en el municipio de  Abanto y Ciérvana (Provincia de Vizcaya, España) fue construido a finales del siglo XIX que aunque participa del eclecticismo en cuanto que incluye diferentes tendencias, ordena estas dentro de una traza clasicista voluntariamente contenida dentro de la tipología de casa rural encartada. Ha sido declarado con fecha 16 de enero de 2008, como Bien Cultural, con la categoría de Monumento en el Inventario General del Patrimonio Cultura Vasco.

## Descripción
Edificio exento de planta rectangular de 21,50 x 9,25 m, y planta baja más dos plantas altas y planta bajocubierta, dispuesto al borde de la carretera, con la cual linda en uno de los lados largos –la fachada sur- y emplazado junto a una contención del propio terreno junto al cual se coloca, sin adosarse, el edificio. La edificación responde a la tipología del caserío encartado.

### Fachadas
Presenta, en la fachada sur, seis ejes verticales de vanos, de los que el primero y el último se cierran con miradores en las plantas primera y segunda y el resto se resuelven con ventanas recercadas con formas decorativas, a veces molduradas, de mortero. 
La fachada principal, orientada al Este, consta de tres ejes de vanos con orientación dominante sobre la carretera está enmarcada entre los muros de cerramiento longitudinales, que se prolongan sobre la fachada y la protegen. Sobre esa fachada el edificio presenta un balcón corrido a la altura de la planta bajocubierta alojado entre los dos muros principales del edificio que incorpora sencilla barandilla de enrejado vertical de hierro. Debajo de ese balcón y en cada planta alta, presenta sendos balcones frente al hueco central de la fachada, que incluyen reja de hierro forjado con elaboradas formas redondeadas.

### Descripción arquitectónica
La arquitectura está resuelta con dos muros de carga perimetrales de mampostería bien trabada y rematada con piezas de sillería de arenisca, dentro los cuales se aloja una recia estructura de madera que ordena dos crujías mediante una alineación central de pilares de madera. El volumen se cubre con una cubierta de tres aguas de teja plana, que incluye sobre el balcón principal un cuarto chaflán delantero o morisca.
Funcionalmente, la edificación se ordena mediante un único acceso principal en planta baja, en la fachada Este, desde el que arranca una escalera que da acceso a las plantas de uso residencial. La planta baja se destina a uso de almacén y a lagar.
Las habitaciones principales ubicadas en las plantas primera y segunda se orientan a las fachadas lateral Sur y frontal Este y las cocinas –una por cada planta noble- se orientan a la fachada lateral norte, sobre el jardín.
Toda la fábrica de piedra está recubierta por un enfoscado de mortero que incluye un elegante trabajo de decoración a base de impostas de separación de pisos, y de recercos y coronaciones de ventanas. La carpintería de las ventanas orientadas al Sur incluyen mallorquinas de madera.
La distribución de los huecos es muy regular, siguiendo una línea de ordenación clasicista de la que resultan fachadas simétricas, más austeras y con huecos de menor tamaño sobre las fachadas norte y oeste, y fachadas mucho más elaboradas y ordenadas sobre los frentes con presencia urbana al Sur y al Este. Los huecos de la planta bajocubierta son de forma apaisada, característicos del uso residencial para la iluminación y ventilación de los espacios bajocubierta.
Todos los huecos incluyen recercos de mayor grueso que el empleado en la textura general de la fachada, también característicos de la tipología residencial propia de finales del siglo XIX.
Como límite de parcela sobre la carretera nacional, el edificio presenta un hermoso cierre, adaptado a la pendiente de la carretera, construido mediante una sucesión de hitos verticales de piedra caliza de sillería elegantemente trabajada conectados por un cierre de mampostería bien concertada de pequeña altura y una reja de fundición coronada con puntas siguiendo motivos vegetales.

### Jardín
El jardín del edificio Ambrosio de los Heros 14 es una ordenación de árboles y espacios entre ellos que conforman el entorno de toda la edificación constituyendo un ámbito ajardinado cerrado vinculado a la edificación, con acceso desde la propia casa y desde el portón Oeste ubicado junto a la carretera.